# Дорогунь (Житомирская область)
Дорогунь (укр. Дорогунь) — село на Украине, находится в Радомышльском районе Житомирской области.
Код КОАТУУ — 1825084203. Население по переписи 2001 года составляет 22 человека. Почтовый индекс — 12240. Телефонный код — 4232. Занимает площадь 0,319 км².

## Адрес местного совета
12240, Житомирская область, Радомышльский р-н, с. Заньки, ул. Центральная, 3